# 大叶荛花
大叶荛花（学名：Laplacea liangii）是山茶科南美大头茶属的植物，是中国的特有植物。分布于中国大陆的海南等地，多生长于干燥工潮湿地，目前尚未由人工引种栽培。